# Orthonevra nitida
Orthonevra nitida är en tvåvingeart som först beskrevs av Christian Rudolph Wilhelm Wiedemann 1830.  Orthonevra nitida ingår i släktet glansblomflugor, och familjen blomflugor. Inga underarter finns listade i Catalogue of Life.